# Birch Vale
Birch Vale är en ort i Storbritannien.   Den ligger i distriktet High Peak i grevskapet Derbyshire och riksdelen England, i den centrala delen av landet, 240 km nordväst om huvudstaden London. Birch Vale ligger 180 meter över havet och antalet invånare är 2 174.
Terrängen runt Birch Vale är lite kuperad. Runt Birch Vale är det ganska tätbefolkat, med 166 invånare per kvadratkilometer. Närmaste större samhälle är Stockport, 13,2 km väster om Birch Vale. Trakten runt Birch Vale består i huvudsak av gräsmarker.